# Société Ciwara

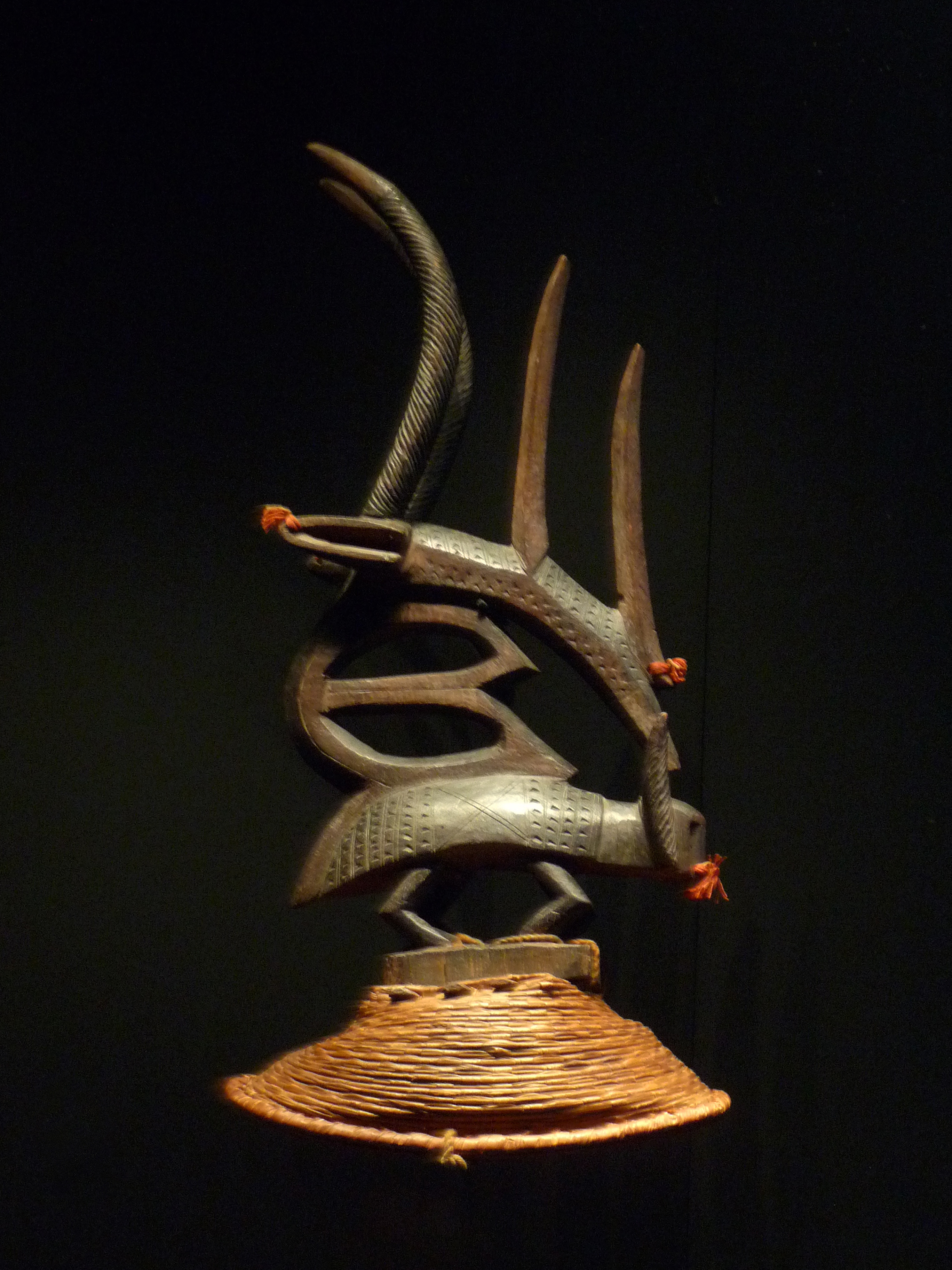
Masque-cimier Ciwara

La société ciwara est l'une des six sociétés secrètes de la cosmogonie bambara. Société aux enseignements protégés par des interdits, la société ciwara contribue à la cohésion sociale de la communauté. Elle enseigne à ses membres les modes de culture de chaque plante, mais aussi la nécessité du travail agricole collectif pour assurer les récoltes. Les danses étaient liées aux rites agraires et, par conséquent, à l’idée de fertilité, de fécondité et d’ensemencement. Les danseurs portent des cimiers ciwara (masque rituel en forme d'antilope cheval) et  miment le travail de la houe dans les champs avec les cornes de l’antilope.

## Sources
- http://www.balazans.com/fr/component/content/article/63-cosmogonie-bambara.html
- http://www.museum-lehavre.fr/fr/objet/cimier-ciwara